# Robert Malm
Robert Malm (ur. 21 sierpnia 1973 w Dunkierce) – urodzony we Francji togijski piłkarz występujący na pozycji napastnika.

## Kariera
Całą swoją karierę spędził we Francji. Jego pierwszym klubem był RC Lens, następnie USL Dunkerque, US Fecamp, Stade Briochin, FC Lorient (wywalczony awans do Ligue 1, Toulouse FC, ponownie FC Lorient, ASOA Valence, FC Gueugnon, ES Wasquehal, Grenoble Foot 38, Stade Brestois 29, to właśnie dzięki skuteczności z tym zespole otrzymał powołanie od trenera Otto Pfistera na Mistrzostwa Świata.
Występy w reprezentacji rozpoczął 14 maja 2006 roku, kiedy to reprezentacja Togo podejmowała zespół Arabii Saudyjskiej.
| Sezon   | Klub              | Kraj    | Flaga   | Rozgrywki            | Mecze | Bramki |
| ------- | ----------------- | ------- | ------- | -------------------- | ----- | ------ |
| 1991/92 | RC Lens           | Francja | Francja | Division 1           | 1     | 0      |
| 1992/93 | RC Lens           | Francja | Francja | Division 1           | 1     | 0      |
| 1993/94 | USL Dunkerque     | Francja | Francja | Division 2           | 7     | 0      |
| 1994/95 | US Fecamp         | Francja | Francja | National 1           | 30    | 9      |
| 1995/96 | US Fecamp         | Francja | Francja | National 1           | 30    | 16     |
| 1996/97 | Stade Briochin    | Francja | Francja | Division 2           | 23    | 4      |
| 1997/98 | FC Lorient        | Francja | Francja | Division 2           | 39    | 16     |
| 1998/99 | Toulouse FC       | Francja | Francja | Division 1           | 29    | 2      |
| 1999/00 | FC Lorient        | Francja | Francja | Division 2           | 14    | 1      |
| 1999/00 | ASOA Valence      | Francja | Francja | Division 2           | 21    | 3      |
| 2000/01 | FC Gueugnon       | Francja | Francja | Division 2           | 13    | 3      |
| 2001/02 | ES Wasquehal      | Francja | Francja | Division 2           | 37    | 10     |
| 2002/03 | Grenoble Foot 38  | Francja | Francja | Ligue 2              | 37    | 12     |
| 2003/04 | Grenoble Foot 38  | Francja | Francja | Ligue 2              | 38    | 12     |
| 2004/05 | Grenoble Foot 38  | Francja | Francja | Ligue 2              | 19    | 9      |
| 2004/05 | Stade Brestois 29 | Francja | Francja | Ligue 2              | 19    | 12     |
| 2005/06 | Stade Brestois 29 | Francja | Francja | Ligue 2              | 36    | 8      |
| 2006/07 | Montpellier HSC   | Francja | Francja | Ligue 2              | 36    | 5      |
| 2007/08 | Montpellier HSC   | Francja | Francja | Ligue 2              | 3     | 0      |
| 2007/08 | Nîmes Olympique   | Francja | Francja | Championnat National | 16    | 16     |
| 2008/09 | Nîmes Olympique   | Francja | Francja | Ligue 2              | 38    | 6      |
| 2009/10 | Nîmes Olympique   | Francja | Francja | Ligue 2              | 1     | 0      |
| 2009/10 | AS Cannes         | Francja | Francja | Championnat National | 10    | 1      |